# Ana Cecilia Carrillo
Ana Cecilia Carrillo (5 de novembre de 1955) és una ex-jugadora de voleibol del Perú internacional amb la Selecció femenina de voleibol del Perú. Va competir en els Jocs Olímpics d'Estiu de 1976 a Mont-real i en els Jocs Olímpics d'Estiu de 1980 a Moscou. Va formar part de la selecció del Perú que va guanyar la medalla de plata en els Jocs Panamericans de 1975 i 1979. També va guanyar la medalla de plata en el Campionat del Món de voleibol femení disputat al Perú en 1982, i va participar en el de Guadalajara (Mèxic) en 1974.